# 小斑马峨螺
小斑马峨螺（学名：Enzinopsis lineata），是新腹足目峨螺科Enzinopsis属的一种。主要分布于台湾，常栖息在潮间带岩礁。
其种加词“lineata”意为“线条状的”。